# Sury
Sury és un municipi francès situat al departament de les Ardenes i a la regió del Gran Est. L'any 2007 tenia 100 habitants.

## Demografia

### Població
El 2007 la població de fet de Sury era de 100 persones. Hi havia 39 famílies de les quals 8 eren unipersonals (4 homes vivint sols i 4 dones vivint soles), 12 parelles sense fills, 15 parelles amb fills i 4 famílies monoparentals amb fills.
La població ha evolucionat segons el següent gràfic:
Habitants censats

### Habitatges
El 2007 hi havia 44 habitatges, 41 eren l'habitatge principal de la família i 3 estaven desocupats. Tots els 44 habitatges eren cases. Dels 41 habitatges principals, 36 estaven ocupats pels seus propietaris, 4 estaven llogats i ocupats pels llogaters i 1 estava cedit a títol gratuït; 1 tenia dues cambres, 4 en tenien tres, 7 en tenien quatre i 29 en tenien cinc o més. 28 habitatges disposaven pel capbaix d'una plaça de pàrquing. A 14 habitatges hi havia un automòbil i a 23 n'hi havia dos o més.

### Piràmide de població
La piràmide de població per edats i sexe el 2009 era:
| Homes | Edats   | Dones |
| ----- | ------- | ----- |
| 0     | 95 o +  | 0     |
| 0     | 90 a 94 | 0     |
| 4     | 85 a 89 | 0     |
| 4     | 80 a 84 | 0     |
| 0     | 75 a 79 | 0     |
| 0     | 70 a 74 | 4     |
| 0     | 65 a 69 | 0     |
| 4     | 60 a 64 | 0     |
| 12    | 55 a 59 | 0     |
| 4     | 50 a 54 | 8     |
| 4     | 45 a 49 | 0     |
| 0     | 40 a 44 | 4     |
| 8     | 35 a 39 | 4     |
| 0     | 30 a 34 | 4     |
| 4     | 25 a 29 | 8     |
| 0     | 20 a 24 | 4     |
| 8     | 15 a 19 | 0     |
| 0     | 10 a 14 | 4     |
| 4     | 5 a 9   | 4     |
| 4     | 0 a 4   | 0     |

## Economia
El 2007 la població en edat de treballar era de 72 persones, 52 eren actives i 20 eren inactives. De les 52 persones actives 49 estaven ocupades (26 homes i 23 dones) i 3 estaven aturades (1 home i 2 dones). De les 20 persones inactives 10 estaven jubilades, 6 estaven estudiant i 4 estaven classificades com a «altres inactius».
Activitats econòmiques
Dels 2 establiments que hi havia el 2007, 1 era d'una empresa de fabricació d'altres productes industrials i 1 d'una empresa d'informació i comunicació.
L'any 2000 a Sury hi havia 3 explotacions agrícoles.

## Poblacions més properes
El següent diagrama mostra les poblacions més properes.